# Ясная Поляна (Москаленский район)
Ясная Поля́на — деревня Москаленского района Омской области России. Входит в состав Шевченковского сельского поселения.

## География
Деревня расположена на расстоянии 8 км к юго-западу от села Шевченко (центр сельского поселения) и на удалении в 22 км от районного центра рабочего посёлка Москаленки, в котором также находится ближайшая железнодорожная станция. Областной центр город Омск располагается на расстоянии 136 км от деревни.
Находится на равнине, в степной местности. Вблизи деревни имеются колки, где произрастают берёзы и осина, и созданы лесные насаждения для защиты полей.

## История
Основана в 1923 году переселившимися на новое место выходцами из Орловской губернии. Первыми на новое место проживания прибыли семь семей. Место для будущего населённого пункта было выбрано на поляне. После появления деревни в неё переехали некоторые жители Москаленок. Изначально селение не имел собственного названия, но затем один из первопоселенцев Михаил Митрофанов предложил назвать его «Ясная Поляна». Из нескольких других именно его вариант был поддержан жителями.
Сперва жители были единоличниками, но в 1928 году в Ясной Поляне было создано товарищество по совместной обработке земли, куда вошли крестьяне, а спустя два года появился колхоз «Серп и Молот». В те годы население деревни занималось скотоводством и высадкой деревьев в окрестностях, спустя год после появления колхоза стал применяться первый трактор.К 1947 году относится первое упоминание действовавшей в селе Ясная Поляна начальной школы. В 1951 году колхоз получил новое название — «Путь коммунизма».
В 1928 г. посёлок Ясная Поляна состоял из 37 хозяйств. В административном отношении входил в состав Москаленского сельсовета Москаленского района Омского округа Сибирского края.
В 1965 году в деревне было построено новое здание, имевшее две классных комнаты и предназначавшееся для сельской школы. В этом здании школа располагалась до 1987 года, после этого строение было выделено под клуб. В 1980-х годах в Ясной Поляне также был открыт пункт выдачи литературы.
По данным на конец 2000-х годов жители деревни в основном занимались хозяйством в личных подворьях, а также работали в различных сельскохозяйственных предприятиях. Школа в деревне была закрыта в 2008 году.

## Население
| 1926 | 2010 |
| ---- | ---- |
| 184  | ↘55  |

Национальный состав
В 1928 основное население — русские.

## Известные люди
- Иван Васильевич Дворный — советский баскетболист. Олимпийский чемпион.
- Василий Николаевич Левушкин — Герой Советского Союза.

## Инфраструктура
Деревня доступна автомобильным транспортом по автодороге местного значения Н-223 «Шевченко — Ясная Поляна» протяженностью 7,10 км, имеется автобусное сообщение с районным центром. Уличная сеть состоит из двух улиц: Центральной и Школьной. Также имеется сельский клуб.